# Montchauvet (Yvelines)
Montchauvet ist eine französische Gemeinde im Département Yvelines in der Region Île-de-France. Administrativ ist die Gemeinde dem Kanton Bonnières-sur-Seine und dem Arrondissement Mantes-la-Jolie zugeteilt.
Das Dorf liegt rund 15 Kilometer südwestlich von Mantes-la-Jolie und hat 285 Einwohner (Stand 1. Januar 2022).

## Geografie
Montchauvet liegt in der natürlichen Landschaft Mantois am westlichen Rand des Départements Yvelines. Das Gemeindegebiet ist stark landwirtschaftlich geprägt, wobei vor allem Getreide und Raps angebaut wird. Das bewaldete Gebiet entlang der Wasserläufe nimmt rund 20 % der Gemeindefläche ein. Am Fuß des Dorfes fließt der Bach ru d’Ouville in die Vaucouleurs. Im Mündungsgebiet herrscht nach heftigen Niederschlägen über dem Tal Hochwassergefahr. Das Dorfzentrum steht auf einem ehemaligen unterirdischen Steinbruch und Montchauvet ist deshalb eine der 101 unterminten Gemeinden im Département Yvelines, die unter intensiver Beobachtung der Präfektur von Versailles steht.
Das Dorf liegt etwas zurückversetzt an der Route départementale D11, welche Bréval mit Saint-Cyr-l’École verbindet. Der Siedlungsraum konzentriert sich auf den Dorfkern und es befinden sich keine Großbauten auf Gemeindegebiet.

## Geschichte

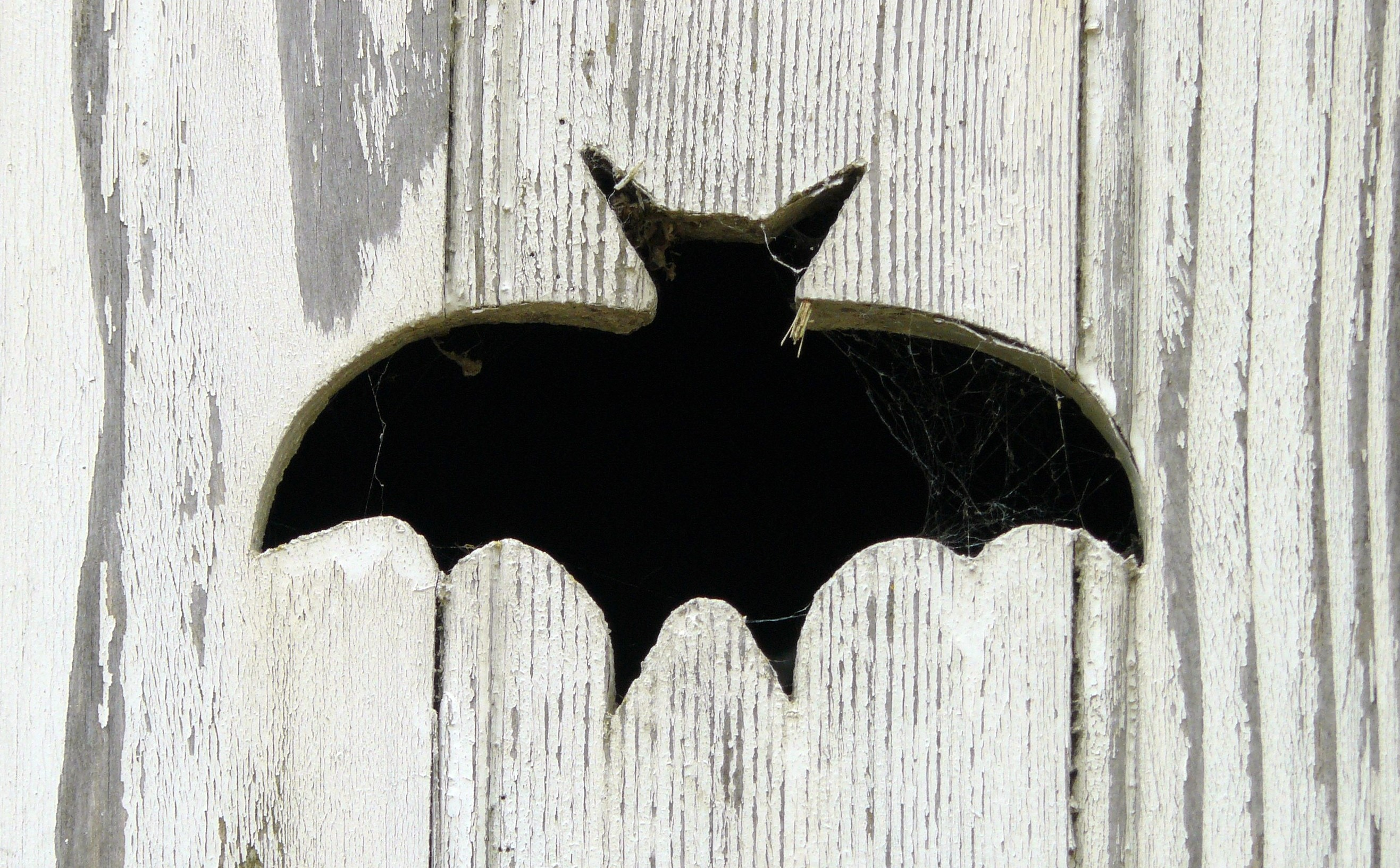
Guckloch in Form einer Fledermaus auf einem Fensterladen in Montchauvet

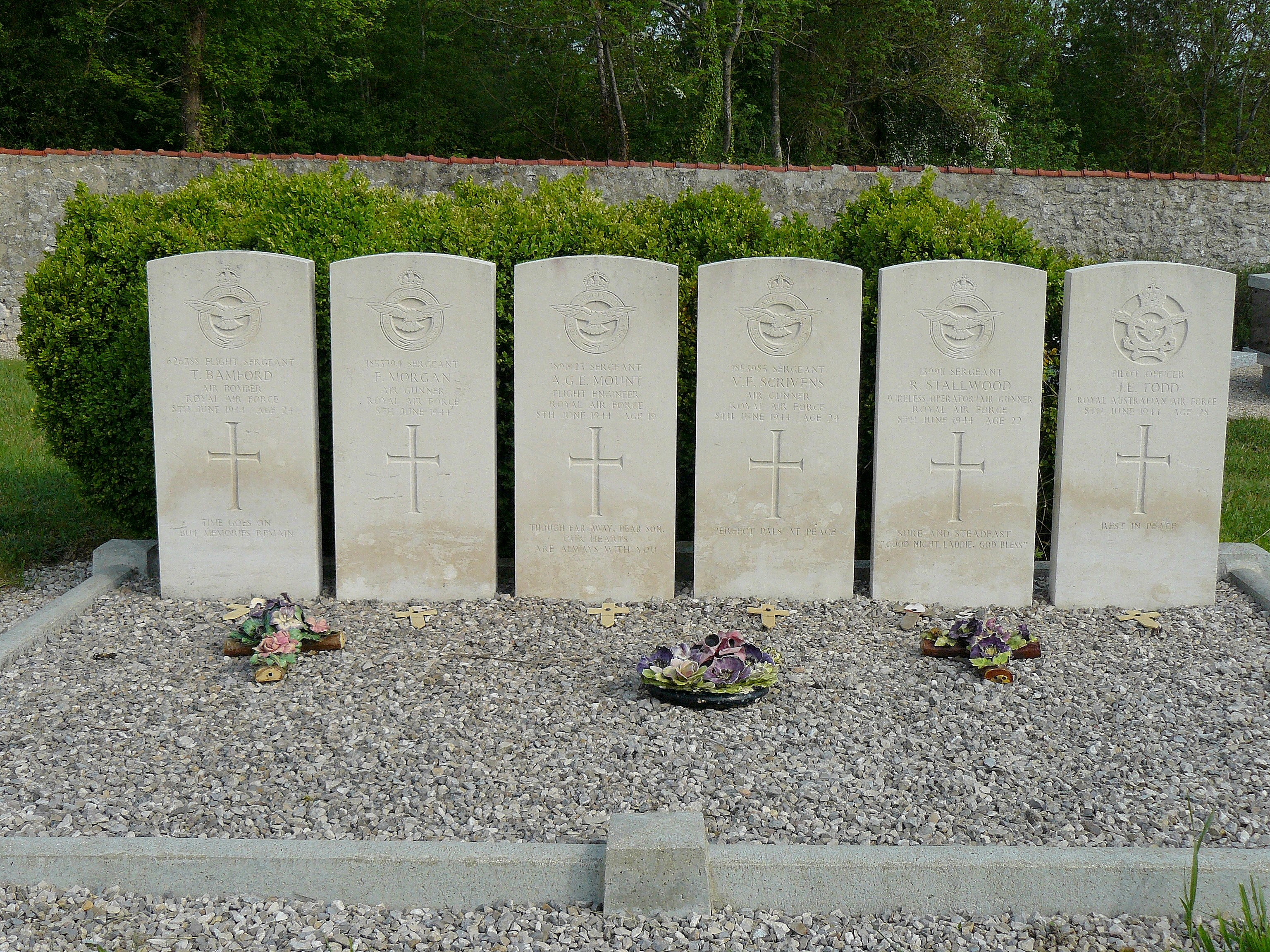
Gräber der alliierten Soldaten, die im Jahre 1944 in Montchauvet abstürzten

Der Ortsname Montchauvet wird als mont chauve interpretiert. Das lateinische Wort Mons bedeutet „Berg“ und calvetus ist die Verniedlichungsform von calvus (dt. „kahl“). Das Gemeindewappen, welches unter anderem zwei Fledermäuse (frz. chauves-souris) zeigt, suggeriert hier etwas anderes. Zur gallo-römischen Zeit wurde Montchauvet von einer Straße, die über die Ebene von Versailles und Septeuil von Lutetia nach Évreux führte, durchquert.
Im 12. Jahrhundert wurde der Ort auf Geheiß des französischen Königs Ludwig dem Dicken befestigt. Die Burg wurde in den Jahren 1133–1136 von Amalrich III. von Montfort erbaut. Zur selben Zeit wurde auch die innere Stadtmauer errichtet. 1318 übertrug der französische König Philipp V. die Rechte der Stadt an die Grafschaft Évreux. 1340 erbte Graf Karl von Évreux, der spätere König Karl der Böse von Navarra, Montchauvet. In Frankreich wütete zu jener Zeit der Hundertjährige Krieg und Karl der Böse hatte sich mit England gegen Frankreich verbündet. In der Schlacht von Cocherel im Jahre 1364 wurde er von Bertrand du Guesclin, einem Heerführer im Dienst des französischen Königs Karl V., geschlagen. Du Guesclin verfolge die Fliehenden bis nach Montchauvet, wo es erneut zu einem Gemetzel kam. 1378 ließ Karl V. die Stadt, die ihren strategischen Wert nach der Verlagerung der Front verloren hatte, schleifen. Auf Geheiß des Nachfolgers Karl VI. wurde die Stadt wieder befestigt und auch die Kirche sowie der Dorfkern wurden restauriert.
König Ludwig XI. vergab die Stadt 1483 an Louis de Brézé. Aus der Heirat von Louis de Brézé mit Diane de Poitiers (bekannt als Mätresse und Vertraute des Königs Heinrichs II. von Frankreich) ging die Tochter Louise hervor, die mit Claude de Lorraine, Herzog von Aumale vermählt wurde. Deren Sohn und neuer Besitzer der Burg Charles I. de Lorraine war ein Anführer der Heiligen Liga und unterlag 1590 in der Schlacht von Ivry Heinrich IV. von Frankreich. Doch der Herzog weigerte sich zu unterwerfen und leistete weiter Widerstand. Schließlich ließ auch Heinrich IV. 1595 die Burg von Montchauvet schleifen.
In der Nacht vom 1. zum 2. Dezember 1909 beschädigte ein Orkan den Kirchturm. Die missglückte Sprengung der Überreste des Turms am 25. Mai 1910 verursachte weitere Schäden an der Kirche und sogar an den benachbarten Häusern. 1912 ließ der damalige im Schloss Château des Trois Fontaines residierende Bürgermeister Jean Richepin, Dichter und Mitglied der Académie française, den Turm rekonstruieren.
Während der Invasion der Normandie stürzte am 8. Juni 1944 ein britisches Militärflugzeug über Montchauvet ab. Alle sechs Insassen, einschließlich des Piloten J.E. Todd von der Royal Australian Air Force kamen dabei ums Leben. Die Opfer wurden auf dem örtlichen Friedhof beigesetzt.

## Bevölkerungsentwicklung
| Jahr      | 1936 | 1946 | 1954 | 1962 | 1968 | 1975 | 1982 | 1990 | 1999 | 2008 | 2015 |
| --------- | ---- | ---- | ---- | ---- | ---- | ---- | ---- | ---- | ---- | ---- | ---- |
| Einwohner | 221  | 219  | 207  | 193  | 193  | 185  | 202  | 236  | 254  | 294  | 273  |

## Sehenswürdigkeiten
- Die Kirche Sainte-Marie-Madeleine deren Langhaus und Chor aus dem 12. und 13. Jahrhundert stammen. Der Turm mit quadratischem Grundriss wurde 1912 rekonstruiert.
- Die romanische Steinbrücke Pont de l’Arche im Westen des Dorfes überspannt den Bach ru d’Ouville und wurde unter Philippe Auguste (um 1200) erstellt.
- Die Überreste der Porte de Bretagne aus dem 12. Jahrhundert zeugen von einem der ursprünglich drei Stadttore des äußeren Befestigungsgürtels der Stadt.

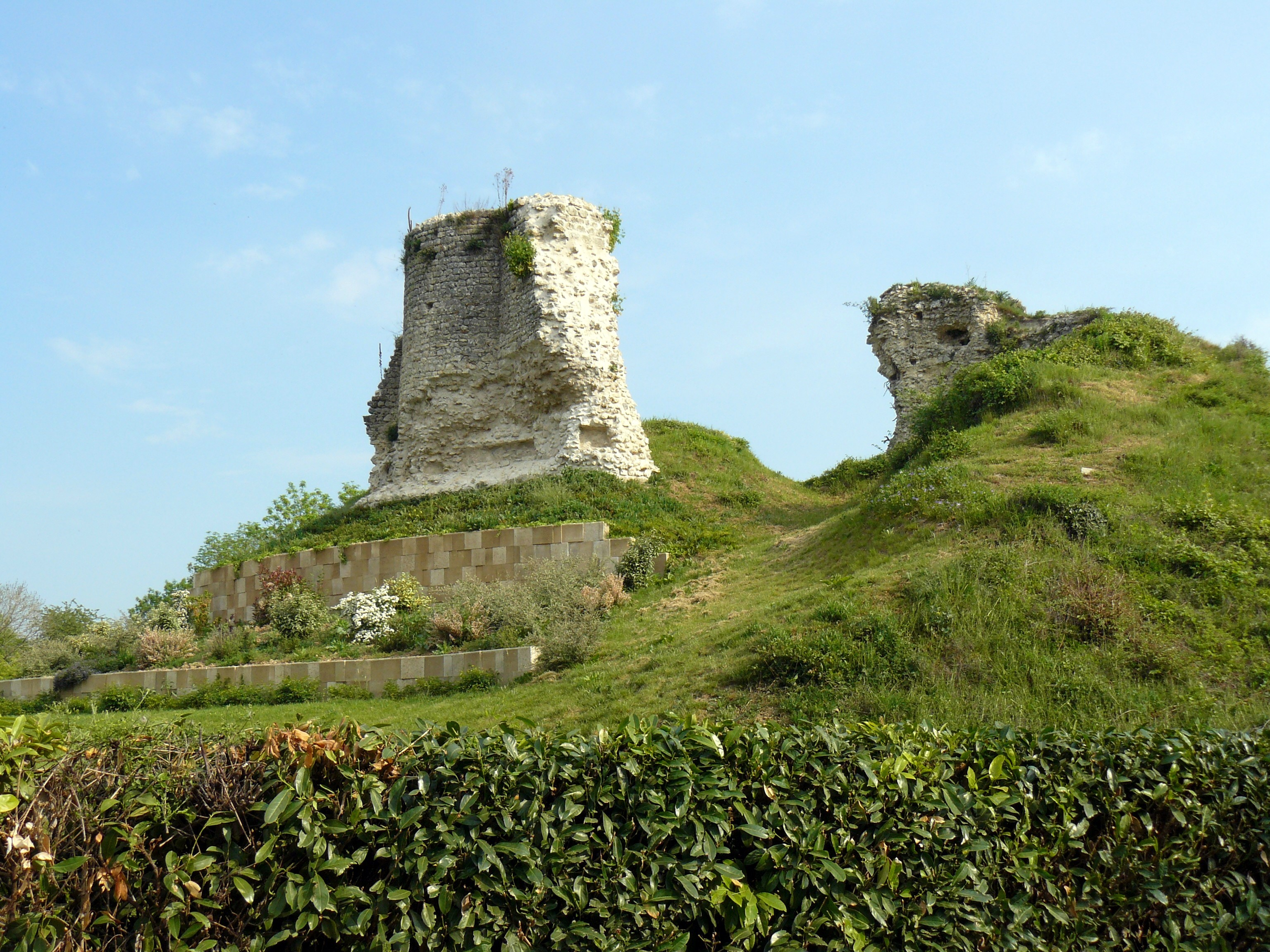
Donjon von Montchauvet

- Die Rue du Massacre ist eine Straße, deren Namen an das 1364 in Montchauvet verübte Gemetzel während des Hundertjährigen Krieges erinnert. Es soll mehrere Hundert Tode gefordert haben.
- Das Schloss Château des Trois Fontaines aus dem 16. Jahrhundert grenzt an die Nachbargemeinde Dammartin-en-Serve. Es wird heute privat genutzt, ist großräumig umzäunt und kann nicht besichtigt werden.
- Ein restauriertes Lavoir.
- Die Ruine des Donjon aus dem 12. Jahrhundert. Auf eine Restauration in der Moderne wurde bewusst verzichtet. Der Hügel unter dem Bergfried wurde allerdings stabilisiert, um einem Erdrutsch vorzubeugen. Hinter dem Donjon zieht sich eine Befestigungsmauer in Richtung Wald. Diese ist allerdings von außen nicht einsehbar und der Zutritt zum Gelände ist untersagt. Zwei Mären ranken sich um den Ort: Zum einen sollen ehemalige Mönche von Montchauvet einen Schatz unter dem Donjon vergraben haben und zum anderen sollen Hugenotten Münzen und andere Wertgegenstände in einem Versteck im Dorf gehortet haben.